# Stachytarpheta indica
Stachytarpheta indica là một loài thực vật có hoa trong họ Cỏ roi ngựa. Loài này được (L.) Vahl miêu tả khoa học đầu tiên năm 1804.